# Браян Фіцпатрік
Браян Кевін Фіцпатрік (англ. Brian Kevin Fitzpatrick, нар. 17 грудня 1973) — американський адвокат і політик, член Палати представників США від Республіканської партії, представник 1-го виборчого округу Пенсільванії з 2017 року. 8-й округ включає округ Бакс на північ від Філадельфії, а також частину округу Монтгомері.
Колишній агент ФБР, був обраний у 2016 році та вступив на посаду 3 січня 2017 року. Переобраний 6 листопада 2018 року до новосформованого 1-го округу. Один з керівників Групи підтримки України в Конгресі США.

## Ранні роки, освіта
Народився у Філадельфії та виріс у сусідньому Левіттауні, штат Пенсільванія, Фіцпатрік закінчив середню школу у Ферлесс-Гіллз у 1992 році. Після цього закінчив університет Ла Саль у 1996 році зі ступенем бакалавра наук з ділового адміністрування. У 2001 році здобув ступінь магістра ділового адміністрування в Університеті штату Пенсільванія та ступінь доктора права в Школі права Дікінсона штату Пенсільванія.

## Кар'єра
Фіцпатрік — колишній помічник прокурора США і спеціальний агент ФБР у Каліфорнії. У ФБР працював національним інспектором відділу боротьби з корупцією Бюро та очолював програму агентства з фінансування передвиборчої кампанії та протидії злочинам на виборах. Під час роботи в ФБР він був у Києві, в Мосулі, Ірак і Вашингтоні, округ Колумбія. Включений до спецназу США в рамках операції «Свобода Іраку».

## Палата представників США

### Вибори

#### 2016
У 2016 році Фіцпатрік балотувався до Палати представників США на місце свого брата Майка Фіцпатріка.
На праймеріз республіканців 26 квітня 2016 року Фіцпатрік отримав 78,4 % голосів, перемігши Енді Воррена та Марка Дуома. Тим часом представник штату Стів Сантарсьєро переміг Шонесі Нотона від Демократичної партії, 59,8 % проти 40,2 %. На виборах Фіцпатрік отримав 54,4 % голосів, а Сантарсьєро — 45,6 %.

#### 2018
Після ухваленого судом перерозподілу округ Фіцпатріка було перенумеровано як 1-й. Він майже не змінився порівняно з 8-м, але поглинув більшу частину центрального округу Монтгомері.
На праймеріз Республіканської партії 15 травня 2018 року він переміг Діна Маліка з різницею 68,85 % проти 31,15 %. На праймеріз Демократичної партії Скотт Уоллес переміг, набравши 55,97 % голосів, перемігши Рейчел Реддік, яка набрала 35,85 %, і Стіва Бачера, який набрав 8,18 %. На виборах Фіцпатрік переміг кандидата від Демократичної партії Скотта Воллеса з перевагою 51,3 % проти 48,7 %. Він набрав 12 000 голосів округу Бакс. Таким чином, Фіцпатрік став одним із трьох представників Республіканської партії США, які вижили під час виборів у Палату представників США у 2018 році в округах Конгресу, які висунула кандидат у президенти від Демократичної партії Гілларі Клінтон у 2016 році, разом із конгресменами Джоном Катко (R-NY) та Уіллом Хердом (R-TX).

#### 2020
Фіцпатрік балотувався на третій термін у 2020 році. На праймеріз республіканців він переміг Ендрю Міхана, який балотувався як більш консервативний кандидат і рішучий прихильник президента Дональда Трампа. На загальних виборах його суперником від Демократичної партії була член міської ради Айвіленда Крістіна Фінелло. Його переобрали з перевагою в 13 відсоткових пунктів, незважаючи на те, що кандидат у президенти від Демократичної партії Джо Байден переміг у Пенсільванії та отримав 6 балів у цьому окрузі. Він був одним із дев'яти республіканців Палати представників, які перемогли в окрузі, керованому Байденом.
На першій сесії 116-го Конгресу США Фіцпатрік посів перше місце в рейтингу Bipartisan Index.
4 лютого 2021 року Фіцпатрік приєднався до 10 інших членів Палати представників Республіканської партії, які голосували разом із усіма демократами за позбавлення Марджорі Тейлор Грін її Комітету з питань освіти та праці та Комітету з питань бюджету у відповідь на суперечливі політичні заяви, які вона зробила. 5 листопада 2021 року Фіцпатрік був серед 13 республіканців у Палаті представників, які разом із більшістю демократів проголосували за Закон про інвестиції в інфраструктуру та робочі місця, законопроєкт про витрати на інфраструктуру в розмірі $1,2 трлн.

### Теми

#### Група підтримки України в Конгресі США
Браян є одним із чотирьох керівників Групи підтримки України в Конгресі США, двопартійної групи підтримки в палаті представників Конгресу США, створення в червні 1997 року у Вашингтоні. Завданням групи є організація об'єднання членів Конгресу, що поділяють стурбованість щодо побудови двосторонніх відносин між Україною та США. Завдяки співпраці з українською американською громадою, група надає підтримку Україні, починаючи з зусиль демократизації та ринково орієнтованих реформ, і закінчуючи інформуванням членів Конгресу щодо подій в Україні, а також лобіює підтримку України фінансами та озброєнням на тлі російсько-української війни та повномасштабного вторгнення РФ до України.

#### Аборти
Фіцпатрік виступає проти абортів. Хоча аборти не вказані як проблема на його сайті, він підписав листа до президента Трампа в 2019 році, в якому просив його накласти вето на будь-які зусилля, спрямовані на послаблення захисту від абортів. У 2017 році він проголосував за Закон про захист ненароджених дітей, який забороняє аборти після 20 тижнів вагітності, за винятком випадків інцесту або зґвалтування. Фіцпатрік проголосував проти Закону про охорону здоров'я жінок 2021 року, який мав на меті захистити медичних працівників шляхом встановлення законного права для них робити аборти.
Фіцпатрік проголосував за HR 8373, Закон про право на контрацепцію. Цей законопроєкт був розроблений, щоб захистити можливість людини отримати доступ до засобів контрацепції та використовувати засоби контрацепції, а також захистити здатність постачальника медичних послуг надавати засоби контрацепції, контрацепцію та інформацію, пов'язану з контрацепцією. Законопроєкт також змусить платників податків фінансувати планове батьківство.

#### Зміна клімату
На форумі у вересні 2018 року, організованому Bipartisan Policy Center і The Hill, Фіцпатрік підкреслив техногенну зміну клімату як серйозну проблему. Він є членом двопартійної Конгресової групи кліматичних рішень і спільно запровадив Закон про енергетичні інновації та вуглецеві дивіденди 2018 року, який передбачає введення податку на викиди вуглецю з поверненням чистого доходу домогосподарствам у вигляді знижки. Він не виступав автором законопроєкту у редакції 2019 року.[джерело?]

#### Політика щодо зброї
У 2018 році Фіцпатрік був єдиним республіканцем, який отримав підтримку від Giffords Law Center to Prevent Gun Violence, організації з контролю над озброєнням, заснованої колишнім членом Конгресу США Геббі Гіффордс. Фітцпатрік проголосував за розширення перевірки даних і обмеження продажу штурмової зброї. Він проголосував проти законопроєкту, який вимагає від штатів визнавати дозволи на приховане носіння, видані іншими штатами.
У березні 2021 року Фіцпатрік був одним із восьми республіканців, які приєдналися до більшості в Палаті представників, ухваливши Закон про двопартійну перевірку минулих даних 2021 року.
29 липня 2022 року Фіцпатрік і ще один республіканець Кріс Джейкобс із Нью-Йорка приєдналися до демократів у голосуванні за законопроєкт про заборону штурмової зброї.

#### Охорона здоров'я
Фіцпатрік виступав проти американського Закону про охорону здоров'я, законопроєкту про скасування та заміну Закону про захист пацієнтів і доступне лікування. У своїй заяві Фіцпатрік сказав: «Після ретельного та обдуманого розгляду поточного законопроєкту про охорону здоров'я я дійшов висновку, що хоча американський Закон про охорону здоров'я зосереджується на кількох дуже необхідних реформах нашої системи охорони здоров'я, у його нинішньому вигляді я не можу підтримати цей закон». Фіцпатрік приєднався до багатьох своїх колег-республіканців, а також до кожного демократа в Конгресі, намагаючись виступити проти законопроєкту.
4 травня 2017 року Фіцпатрік також проголосував проти другої спроби прийняти американський закон про охорону здоров'я. У своїй заяві він сказав: «Ми бачили, що сталося, коли реформа охорони здоров'я — проблема, яка вплинула на 1/5 нашої економіки — була поспішно просунута через Конгрес у 2009 році, маючи на увазі ACA у 2010 році. 12 грудня він взяв участь у законопроєкті Демократичної партії про зниження вартості ліків, Законі Елайджі Каммінгса про зниження вартості ліків.

#### Імміграція
У 2017 році Фіцпатрік критикував указ президента Обами про створення програми DACA, але заявив, що імміграційна система зламана. Під час дебатів у 2018 році Фіцпатрік сказав, що він підтримує шлях до громадянства для DREAMers, але що „будь-який пакет імміграційних реформ має стосуватися безпеки кордонів“. У 2019 році він проголосував за Закон про американську мрію та обіцянки, який не передбачав нових заходів безпеки на кордоні.
Фіцпатрік виступив проти указу президента Дональда Трампа від 2017 року про тимчасову заборону на в'їзд до США для громадян семи країн з мусульманським населенням. Він заявив, що „політика президента абсолютно невдала“.

#### Права ЛГБТ
Фіцпатрік підтримує одностатеві шлюби. У 2019 році він виступив співавтором і проголосував за Закон про рівність, який поширить захист від дискримінації на дорослих і неповнолітніх, які ідентифікують себе як ЛГБТ, і скасує розділ IX ; семеро інших республіканців Палати приєдналися до нього в голосуванні за це, і воно пройшло 236—173. Він був одним із трьох республіканців, які проголосували за це у 2021 році, коли воно знову пройшло в Палаті представників.
У 2022 році Фіцпатрік був одним із шести республіканців, які проголосували за Закон про глобальну повагу, який накладає санкції на іноземних осіб, відповідальних за порушення міжнародно визнаних прав людини щодо лесбійок, геїв, бісексуалів, трансгендерів, квір та інтерсексуалів (ЛГБТКІ)., та для інших цілей.
19 липня 2022 року Фіцпатрік та 46 інших представників Республіканської партії проголосували за Закон про повагу до шлюбу, який кодифікує право на одностатеві шлюби у федеральному законі.

#### Обіг наркотиків
Фіцпатрік виступив на підтримку Закону про надзвичайне реагування на міжнародну торгівлю наркотиками шляхом виявлення контрабанди за допомогою технологій (INTERDICT), підписаного президентом Дональдом Трампом у січні 2018 року. Закон спрямовує $15 млн на митницю та прикордонний патруль США для розширення перевірки на фентаніл та опіоїди на кордоні США.

#### Дональд Трамп
Фіцпатрік голосував проти імпічменту тодішньому президенту Дональду Трампу 18 грудня 2019 року та знову 13 січня 2021 року. Перед другим голосуванням про імпічмент Фіцпатрік представив резолюцію осуду Трампа, яка засудила риторику, яка призвела до атаки на Капітолій.
19 травня 2021 року Фіцпатрік був одним із 35 республіканців, які приєдналися до всіх демократів у голосуванні за схвалення закону про створення 6 січня 2021 року комісії з розслідування штурму Капітолію США.

#### Росія
Під час дебатів у 2018 році Фіцпатрік заявив, що Росія мала „загалом зловісні мотиви“, зазначивши, що, поки він працював в Україні, Росія двічі намагалася вивести з ладу електричні мережі країни за допомогою кібератак.
У липні 2018 року Фіцпатрік заявив, що президентом Трампом „маніпулював“ Путін на саміті в Гельсінкі. Фіцпатрік сказав, що його „відверто нудить від розмови“ між Трампом і Путіним. Він розкритикував „змішані сигнали“, які надсилає адміністрація Трампа щодо втручання Росії у вибори 2016 року.
У квітні 2018 року Фіцпатрік заявив, що президент Трамп повинен припинити нападки на ФБР і дозволити Роберту Мюллеру завершити своє розслідування, заявивши, що неприйнятно „судити установу на основі дій кількох поганих акторів“.

#### Податки
У грудні 2017 року Фіцпатрік проголосував за Закон про скорочення податків і робочі місця під час партійного голосування.

#### Терміни обмеження та пільги Конгресу
У квітні 2018 року Фіцпатрік очолив двопартійну групу першокурсників, членів Палати представників, на зустрічі в Овальному кабінеті, на якій вони обговорювали з президентом Трампом запропоновану конституційну поправку, яка вводить обмеження терміну перебування в Конгресі.
У травні 2018 року Фіцпатрік і Стефані Мерфі (D-FL) представили HR 5946, Закон про сприяння підзвітності, доброчесності, довіри та честі (FAITH) у Конгресі, який „скасовує певні спеціальні пільги, зарезервовані для членів Конгресу, вводить їх довічно“. забороняти колишнім членам Конгресу ставати лобістами, а також затримувати зарплату членів, якщо вони не ухвалюють бюджет вчасно».

#### Стів Беннон
21 жовтня 2021 року Фіцпатрік був одним із дев'яти республіканців у Палаті представників, які проголосували за визнання Стіва Беннона неповагою до Конгресу.